# Dick Danello
Dick Danello, nome artístico de Filippo D'Anello (Belvedere Marittimo, 1 de janeiro de 1943), é um cantor, compositor, produtor, apresentador e ator italiano radicado no Brasil. Fez parte, nos anos 60, da Jovem Guarda.

## Biografia
Filippo D’Anello nasceu em Belvedere Marittimo, cidade da Calábria, Itália. Começou cantando ainda criança no Convento dei Cappuccini um pouco antes de imigrar para o Brasil, em 1955. Começou sua carreira como cantor profissional em 1964, já como Dick Danello, com o disco Reino da Juventude, lançado pelo famoso disc-jóquei Antônio Aguilar e que contou com as participações de Sérgio Reis, Os Vips, Marcos Roberto e outros artistas emergentes.
Em 1965 gravou seu primeiro EP na Gravodisc de Santos, com a orquestra de Élcio Alvarez e o grupo vocal Eloá. No mesmo ano estoura nas paradas de sucesso de São Paulo e Rio de Janeiro com o compacto Quando Vedrai La Mia Ragazza, que atingiu o 10º lugar das paradas de sucesso. A banda de acompanhamento passou a ser os The Jet Blacks, o guitarrista Bobby de Carlo e o grupo vocal os Titulares do Ritmo.
A partir daí começou a fazer parte do movimento da Jovem Guarda e a participar dos programas dominicais de Roberto Carlos, que o chamava de "O Italianíssimo" nas apresentações.
Ainda em 1965 gravou o compacto Ogni Mattina, tendo como acompanhamento a banda The Jordans e arranjos do maestro mexicano Pocho. O lançamento também ocupou os primeiros lugares das paradas brasileiras e foi comprada pela BBC de Londres para ser executada na Inglaterra.
Nos próximos anos lança vários compactos de sucesso como Nessuno Mi Può Giudicare, música de Caterina Caselli classificada do Festival de Sanremo de 1966, Bisogna Saper Perdere, com arranjos do célebre maestro Edmundo Peruzzi, Il Mondo non è per me, com produção de Tony Campello, Leylan, em parceria com Terry Winter, e muitos outros sucessos que marcaram os anos 60 no Brasil.
Em 1969 lança, junto com Sérgio Murilo, Demétrius, Agostinho dos Santos e outros artistas, um disco de músicas natalinas hoje considerado cult, o Natal Feliz, pela gravadora Continental.
No início dos anos 70, já como artista consagrado, passou a atuar em filmes e a participar de musicais, como ator e cantor. Em 1971 compôs a trilha sonora e atuou no primeiro filme de Didi e Dedé, A Ilha dos Paqueras, com a direção de Fauzi Mansur. Também compôs a trilha e atuou no primeiro filme do renomado diretor Carlos Reichenbach, Corrida em Busca do Amor, contracenando ao lado de David Cardoso.
Em 1972 participou da ópera-rock de Andrew Lloyd Webber e Tim Rice Jesus Christ Superstar como ator e cantor, na ocasião da vinda da peça para o Brasil. A direção foi do dramaturgo russo Eugenio Kusnet e outros atores revelados na peça foram Ney Latorraca, Eduardo Conde e Stênio Garcia. A adaptação da trilha foi feita por Vinícius de Moraes.
Compôs trilhas sonoras para mais de 30 filmes e novelas, entre elas a música Passion Love Theme, que fez parte da novela da TV Globo Fogo sobre Terra e foi sucesso na voz de vários artistas como Altemar Dutra, Moacyr Franco, Eduardo Assad, Joelma e muitos outros que a regravaram. Foi muito atuante na produção musical e na composição de trilhas sonoras de filmes do cinema Boca do Lixo em São Paulo, participando também como compositor de trilhas de diversos filmes clássicos da pornochanchada, como o primeiro filme de Vera Fischer, Sinal Vermelho - as Fêmeas, com a execução da banda Magnetic Sounds.
Ainda nos anos 70 fundou a gravadora Central Park Records, que teve grande importância na produção fonográfica nos anos 70, lançando artistas como Dave Maclean, Edward Cliff, Téo Azevedo, que foi agraciado pelo Grammy Latino em 2013, e muitos outros cantores regionais e do movimento dos “falsos ingleses” que viria marcar a indústria fonográfica brasileira dos anos 70. Dave Maclean vendeu mais de 1 milhão de cópias na América Latina e Edward Cliff conquistou a Europa com o hit Nights of September, composição de Dick Danello, ficando nos primeiros lugares da Itália e tocando na BBC inglesa.
Em 1982 começou com o programa de rádio Parlando D'Amore, que passou a divulgar a popular música italiana. O programa passou por estações como a Rádio Capital e a Rádio Gazeta, e foi vencedor de vários prêmios concedidos pela Câmara Municipal de São Paulo como sendo um veículo de valorização da cultura italiana e enriquecedor da cultura paulista. A história do programa hoje é tema de pesquisa de um grupo de acadêmicos da área de comunicação social da USP.
Nos anos 80 lança os discos Parlando D'Amore e L'Italiano, gravados em Milão e Roma e finalizados no Brasil. Passa a apresentar na antiga TV Manchete - posteriormente também na Rede Record, Rede Bandeirantes e CNT Gazeta - as edições anuais do Festival de Sanremo, lançando, no Brasil, os cantores Eros Ramazzotti, Laura Pausini, Amedeo Minghi, Andrea Bocelli e outros artistas hoje consagrados no mundo inteiro.
Nos anos 90 prossegue com os programas de rádio e é contratado pela companhia italiana de cruzeiros marítimos Costa Cruzeiros para elaborar cruzeiros temáticos italianos na costa brasileira e sul-americana. Fez a pesquisa musical para diversos projetos da Rede Globo, entre eles para a novela Terra Nostra, um dos maiores sucessos recentes da teledramaturgia brasileira.
Em 2004 lança o álbum Cuore Italiano e, no mesmo ano, é premiado pela Academia Brasileira de Arte, Cultura e História, por sua contribuição artística ao país. Em 2009 lança o álbum Nelcuorenellanima, gravado em estúdios de Milão, Udine e Firenze, reunindo composições originais e um dueto com o cantor italiano Edoardo De Angelis. Em 2013 lança o disco Rock Italiano, em que faz uma homenagem aos anni ruggenti da música italiana.
Em 2014 recebe o prêmio da Ordem dos Músicos do Brasil em homenagem aos seus 50 anos de carreira e sai em turnê com a banda The Clevers para comemorar o aniversário da Jovem Guarda, cantando no navio de cruzeiros COSTA FAVOLOSA, no Clube Homs e na Virada Cultural de São Paulo.

## Discografia

### Álbuns
- 1964 - Reino da Juventude (Continental)
- 1969 - Natal Feliz (Continental)
- 1969 - As 14 Pr'a Frente vol. V (Continental)
- 1969 - As 14 Pr'a Frente vol. VI (Continental)
- 1970 - As 14 Pr'a Frente vol. VII (Continental)
- 1975 - Nostalgia alla Italiana (Continental)
- 1983 - Parlando D'Amore (RGE)
- 1988 - L'Italiano (Gravadora Eldorado)
- 1990 - Parlando D'Amore II (RGE)
- 1993 - Tuttosanremo I (RGE)
- 1994 - Tuttosanremo II (RGE)
- 1999 - 20 Successi Italiani (Central Park Records)
- 2004 - Cuore Italiano (Central Park Records)
- 2009 - Nelcuorenellanima (Central Park Records)
- 2014 - Rock Italiano (Central Park Records)
- 2015 - Temas da Boca do Lixo (Central Park Records)
- 2015 - Italian Highway (Central Park Records)
- 2016 - The Lost Sessions (Central Park Records)

### Trilhas sonoras
- 1970 - A Ilha dos Paqueras
- 1971 - Uma Verdadeira História de Amor
- 1972 - Sinal Vermelho - as Fêmeas
- 1972 - Corrida em Busca do Amor
- 1973 - Os Ossos do Barão
- 1974 - Gente que Transa
- 1974 - Fogo sobre Terra
- 1975 - Núpcias Vermelhas
- 1976 - Incesto
- 1979 - Tara - Prazeres Proibidos
- 1980 - Sócias do Prazer
- 1980 - Orgia das Taras
- 1981 - Em Busca do Orgasmo
- 1981 - A Insaciável - Tormentos da Carne
- 1981 - A Noite dos Bacanais
- 1983 - O Início do Sexo

### EPs
- 1965 - EP Dick Danello (Discos Copacabana)
- 1969 - 4 Sucessos Nacionais (Continental)
- 1969 - 4 Sucessos Internacionais (Continental)
- 1970 - Trilha Sonora Original do Filme "A Ilha dos Paqueras" (Continental)
- 1971 - Passion Love Theme (Discos Copacabana)
- 1974 - Núpcias Vermelhas (Discos Copacabana)
- 1974 - 4 Pezzi di Successi (Philips Records)
- 1975 - Angela's Love Theme (Discos Copacabana)

### Singles
- 1965 - Quando Vedrai La Mia Ragazza / Bussicabombaio (Fermata)
- 1965 - Ogni Mattina / Non Aspetto Nessuno (Fermata)
- 1966 - Nessuno Mi Può Giudicare / Parlami di Te (Fermata)
- 1967 - Bisogna Saper Perdere / Il Mondo Non È Per Me (EMI-Odeon)
- 1968 - Poesia / Da Bambino (EMI-Odeon)
- 1969 - Zingara / Lontano Dagli Occhi (Continental)
- 1969 - Leylan / Já Não Existe Mais (Continental)
- 1970 - Chi Non Lavora Non Fa L'amore / La Prima Cosa Bella (Continental)
- 1971 - Il Cuore È Uno Zingaro / Poetica No. 1 (Continental)
- 2017 - Santo Natale (Central Park Records)
- 2018 - Un Altro Giorno Senza Te (Central Park Records)

## Filmografia Parcial
1. Ator
- 1970 - A Ilha dos Paqueras
- 1972 - Sinal Vermelho - as Fêmeas
- 1972 - Corrida em Busca do Amor

2. Pesquisador Musical
- 1999 - Terra Nostra
- 2002 - Esperança (telenovela)

## Prêmios
- 1985 - Assembleia Legislativa de São Paulo
- 1986 - Prêmio Tanit (Espanha)
- 2004 - Academia Brasileira de Arte, Cultura e História
- 2014 - Ordem dos Músicos do Brasil